# OKA (schip, 1936)
De OKA of OKA 18 was een Russisch vrachtschip dat in 1966 voor de kust van Terschelling zonk.
Het schip werd gebouwd in Amsterdam in 1930 door de Nederlandsche Dok en Scheepsbouw Maatschappij onder de naam A.ANDREEV. In 1962 werd het schip omgedoopt tot OKA. 
Vier jaar later op 22 januari 1966 kwam het schip in de scheepvaartroute ten noorden van Terschelling in aanvaring met en door toedoen van het Liberiaanse motorschip FLORA-M. De OKA werd aan stuurboord getroffen, waarbij twee ruimen in elkaar werden gedrukt. Hierop zette de kapitein het schip aan de grond voor het strand bij Formerum om te voorkomen dat het zou zinken. De Russische bemanning weigerde in eerste instantie hulp van de Terschellingse berger Doeksen en de berger Bugsir uit Hamburg. Er was al een Russische sleepboot opgeroepen om het schip af te voeren.
Later werd toch de hulp ter plaatse geaccepteerd. De bergingsschepen van Doeksen, Stortemelk en de Holland, die ervoor de Liberiaanse FLORA-M naar IJmuiden had gesleept, begonnen met de bergingswerkzaamheden. Ook het Duitse schip Danzig van Bugsir was aanwezig. Het weer werd echter slechter en de machinekamer begon vol water te lopen. De bemanning ging aan boord van de gearriveerde Russische sleepboot Kapitein V. Fedeltov en het schip zakte langzaam weg in de zanderige bodem. Tijdens een zware storm een paar dagen erna brak de OKA en moest het als verloren worden opgegeven.
Het schip verdween geheel onder water met uitzondering van twee masten, die jarenlang als een soort stalen poort boven water uit bleven steken. In 1998 verdwenen deze masten uiteindelijk ook in de golven. Duikers van Terschelling hebben eind jaren 70 diverse scheepsonderdelen zoals patrijspoorten en het reserve-anker vanaf het strand opgedoken.
Het schip leeft voort in de naam van een discotheek in West-Terschelling.